# Джекі Арклев
Джекі Банні Арклев (швед. Jackie Banny Arklöv, або швед. Jackie Banny Arklöf, нар. 6 червня 1973, Ліберія) — шведський найманець ліберійського походження і неонацист, який брав участь у війні в Хорватії. За воєнні злочини у Боснії і Герцеговині засуджено судом Сараєва на 13 років в'язниці. За вбивство поліціянтів у Швеції 1999 року засуджений до довічного позбавлення волі.

## Біографія

### Ранні роки
Біологічна мати була бідною ліберійкою, яка завагітніла від якогось 60-річного секс-туриста з Європи. Вітчимом Джекі став американець, на ім'я Джо, який за рік захворів і виїхав до США. Мати забрала собі двох молодших дітей — Джекі та його сестру. У 2 роки Джекі приїхав до Норвегії. Довгий час намагався знайти свого вітчима Джо і переїхати до США, але той відмовився зустрічати пасинка та спілкуватися з ним.
У 3 роки Арклева усиновила шведська сім'я з Анкарсунда, що знаходиться за п'ятдесят кілометрів на північний захід від Стурумана (Південна Лапландія). Нові названі батьки Джекі тримали сільський магазинчик і жили поверхом вище над ним. У дитинстві хлопчик захопився історією Другої світової війни і, попри своє походження, несподівано почав підтримувати ідеологію нацизму. У 17 років його зарахували до Норландського драгунського полку Збройних сил Швеції в Арвідсьяурі і, відслуживши там, вирішив потрапити до Французького іноземного легіону і звернувся туди з проханням про зарахування. Однак після розмов з керівництвом Легіона Джекі зазнав великого розчарування, особливо після слів про те, що солдати не збираються вирушати на фронти активних бойових дій. Арклев відправився добровольцем до Хорватії.

### Служба у Боснії і Герцеговині
19-річний Арклев прибув до Боснії і Герцеговини у 1992 році і вступив до армії боснійських хорватів, оскільки йому подобалася не тільки їхня боєздатність, а й факт того, що Хорватія була союзником Німеччини у Другій світовій війні (Боснія тоді була у складі Хорватії). Найманець Арклев служив у Хорватській раді оборони, у спеціальному підрозділі «Людвіг Павлович» за своїми переконаннями. Під час війни він скоїв низку воєнних злочинів: у таборах військовополонених Габела та Грабовіна катував боснійських мусульман, зокрема вагітних жінок (про що він повідомив на суді). У травні 1995 року Арклева схопили боснійські мусульмани в Мостарі і засудили у вересні до 13 років позбавлення волі, але після апеляції справу частково переглянули, й у лютому 1996 року термін скоротили до 8 років в'язниці.
Наявність свідків, що вижили, не дозволило Арклеву уникнути обвинувального вироку, але 1996 року Червоний Хрест став вести переговори про обмін військовополонених і можливу екстрадицію Арклева до Швеції. Черговий розгляд кримінальних справ, порушених у липні 1993 року, закінчився звільненням у вересні 1996 року Арклева, але під підписку про невиїзд і належну поведінку. У січні 1997 року Ян Даніельссон, адвокат Арклева, домігся присудження своєму підзахисному компенсації у розмірі 23 тисячі шведських крон від Швеції.

### Вбивства в Малександері
28 травня 1999 року в Чисі три озброєни чоловіки в масках скоїли пограбування «Ест'єта Еншильда Банку». Грабіжниками виявилися Джекі Арклев, Тоні Ульссон й Андреас Аксельссон. Під час пограбування викрали 2,6 мільйона шведських крон. Крім того, у Малександері Арклев застрелив двох поліціянтів, коли ті спробували затримати грабіжників.
31 травня 1999 року Арклева заарештували в комуні Тюресе на південь від Стокгольма. Його виявив патруль і спробував затримати злочинця. Під час затримання Арклев отримав поранення у легеню, тому його швидкою доставили до лікарні. Пригода сталася на розі вулиць Граненгсвеген і Мелланбергсвеген, неподалік будинку 58 на вулиці Граненгсвеген, де незабаром заарештували й Андреаса Аксельссона. Заарештованих помістили під варту, а офіцера, який стріляв, судили за звинуваченням у нанесенні тілесних ушкоджень, але Ганденський районний суд виніс виправдувальне рішення у цій справі.
2 лютого 2000 року Лінчепінгський районний суд засудив Арклева до довічного ув'язнення за вбивство, замах на вбивство та розбій. 7 червня того ж року Гетський апеляційний суд відхилив апеляцію. 8 червня 2001 року Арклев зізнався, що саме він застрелив поліціянтів, що зняло звинувачення з Ульссона й Аксельссона. 29 червня 2001 року генеральний прокурор оголосив, що попереднє слідство проведуть повторно.

### В ув'язненні
До 2008 року відбував покарання у в'язниці Кумла під номером 00-246, потім його перевели у в'язницю Галл. Арклев спочатку протестував проти переведення і хотів дочекатися складання іспиту на звання магістра, але йому відмовили. За час перебування у в'язниці Арклев відмовився від ідеології нацизму і визнав, що підтримка темношкірої нацистської ідеології як мінімум є дивним явищем.
18 грудня 2006 року окружний суд Стокгольма засудив Арклева до 8 років ув'язнення за злочини проти військовополонених та цивільних осіб, скоєні 1993 року під час служби Арклева на Балканах. Арклев став першим громадянином Швеції, засудженим за подібний злочин. Зареєстрував своє ім'я як товарний знак, щоб ніхто не займався комерційною діяльністю і не наживався на імені найманця. Також ЗМІ дізналися, що Арклев зайнявся живописом, а його картини навіть потрапили на виставку.
У жовтні 2010 року пенітенціарна служба у доповіді районному суду Еребру повідомила, що протягом двох років Джекі Арклев може вийти на волю, оскільки ризик рецидиву у нього невисокий. Однак у грудні 2010 року районний суд Еребру заявив, що вирок не будуть переглядати через серйозні обтяжливі обставини. Рішення суду Еребру не скасував і Гетський апеляційний суд. 2014 року Арклев звернувся повторно з проханням пом'якшити його вирок, проте суд Еребру повторно відмовив. Засуджений подав апеляцію до Гетського апеляційного суду, стверджуючи, що його вирок занадто суворий, але в грудні йому знову відмовили у пом'якшенні вироку.
З лютого 2014 року до травня 2016 року Арклев відбував покарання у вʼязниці у Буросі. У зв'язку з «неналежними стосунками» з якимсь працівником в'язниці в Буросі, який мав доступ до відомостей про систему безпеки колонії, Арклева перевели до вʼязниці Сторбода. (Працівника Буросської в'язниці пізніше був звільнений). Також знову подав прохання про умовно-дострокове звільнення, отримавши чергову відмову. 2014 року працював в антиекстремістській організації Exit у стокгольмському районі Фрюсхусет.
У вересні 2020 року вкотре подав до суду прохання про умовно-дострокове звільнення. Суд Еребри відмовив, заявивши, що ризик рецидиву з боку засудженого вкрай високий.
У червні 2023 року його вирок замінили на 41 рік ув'язнення, це рішення оскаржила прокуратура. Суд залишив довічне ув'язнення. Арклев вирішив оскаржити рішення і отримав дозвіл на апеляцію у Верховному суді.